# Wapen van Venezuela

Wapen van Venezuela.

Wapen van Venezuela tot 2006.

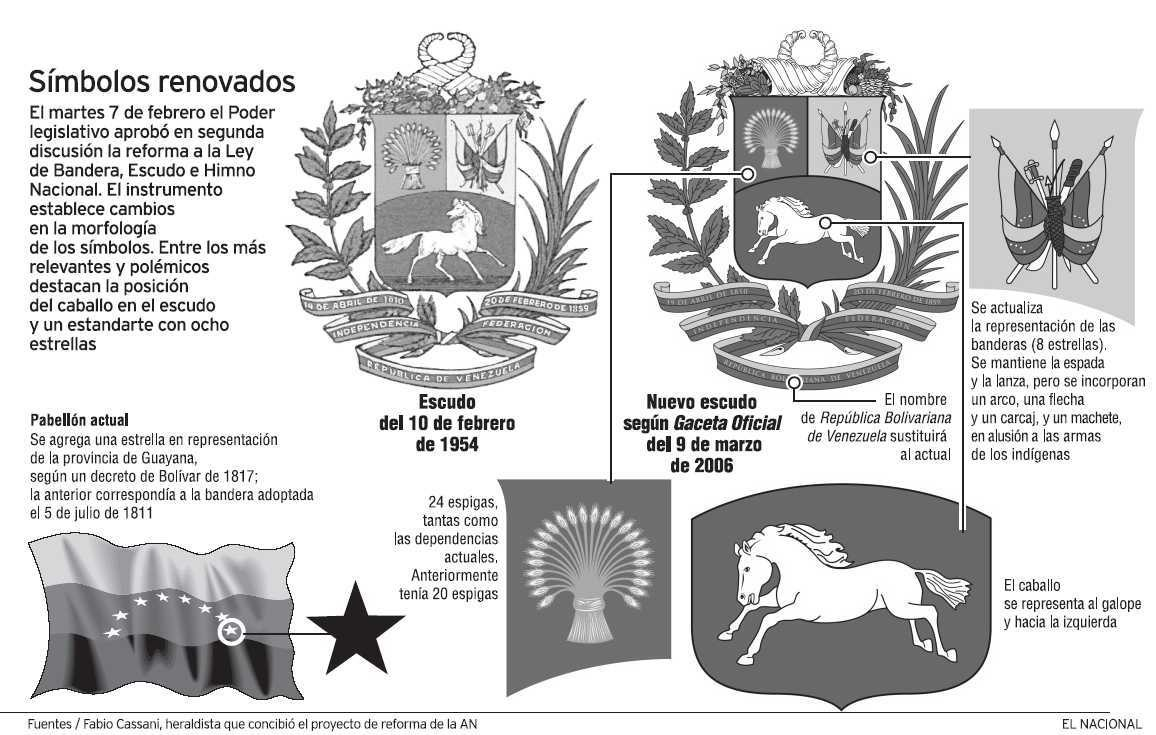
Venezolaanse krant El Nacional, 12/03/2006

Het wapen van Venezuela stamt oorspronkelijk uit 1836, maar is meermalen veranderd. Dit gebeurde voor het laatst in 2006.

## Beschrijving
Het schild bestaat uit drie delen. Het schild is horizontaal opgedeeld en het bovenste vlak is op zijn beurt verticaal opgedeeld. In het rechterbovenvlak (op de afbeelding linksboven) zijn 24 korenaren in een rood vlak afgebeeld. Deze staan symbool voor de 24 staten van Venezuela. Daarnaast staan in een goud vlak twee Venezolaanse vlaggen met wapens afgebeeld. De wapens staan voor de onafhankelijkheidsstrijd (de sabel en het zwaard), de strijd van de inheemse bevolking (de pijl-en-boog) en de strijd van de boeren en de afro-Venezolaanse bevolking (de manchetten). In het onderste vlak is op een blauw vlak een witte hengst afgebeeld. Dit symboliseert het paard van Simon Bolivar.
Boven het schild zijn twee gekruiste, zilveren hoorns afgebeeld samen met fruit, als teken van welvaart en rijkdom. Naast het wapen zijn een palmtwijg en een lauriertwijg afgebeeld als teken van vrede en faam.
Onder het schild is een band met de tekst:
19 DE ABRIL DE 1810 INDEPENDENCIA
20 DE FEBRERO DE 1859 FEDERACION
REPUBLICA BOLIVIANA DE VENEZUELA
Dit betekent:
19 april 1810 onafhankelijkheid
20 februari 1859 federatie
Republiek Venezuela

## Wijzigingen in 2006

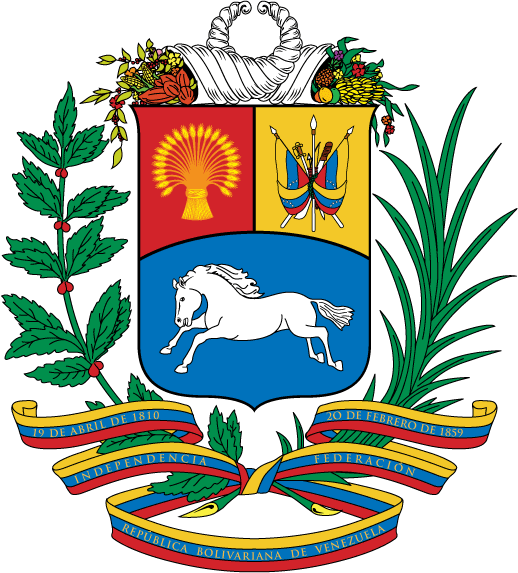
Het Venezolaanse Wapen ontworpen door Fabio Cassani Pironti in 2006

Op 7 maart 2006 besloot het parlement van Venezuela een aantal wijzigingen door te voeren in het wapen. De Heraldicus Fabio Cassani Pironti heeft in opdracht van de Nationale Vergadering het nieuwe officiële nationale wapen ontworpen. De wijzigingen werden op de Dag van de vlag (Día de la Bandera) van kracht en behelsde de volgende wijzigingen:
- Het aantal korenaren werd van 20 naar 24 verhoogd, om zo weer gelijk te lopen met het aantal staten.
- Bij de wapens die afgebeeld waren, werden de pijl-en-boog en de manchetten toegevoegd, symboliserend de inheemse bevolking.
- Het paard werd omgedraaid, waarbij het paard ook niet meer omkijkt.

Argentinië · Bolivia · Brazilië · Chili · Colombia · Ecuador · Guyana · Paraguay · Peru · Suriname · Trinidad en Tobago · Uruguay · Venezuela
Afhankelijke gebieden

Falklandeilanden · Frans-Guyana · Zuid-Georgia en de Zuidelijke Sandwicheilanden